# Opel Gran Turismo Coupe Concept
O Gran Turismo Coupe Concept é um protótipo apresentado pela Opel no Salão de Genebra de 2007.